# Steve Allen
Stephen Valentine Patrick William "Steve" Allen, född 26 december 1921 i New York i New York, död 30 oktober 2000 i Encino i Kalifornien, var en amerikansk programledare, musiker, skådespelare, kompositör, komiker och författare. Allen är främst känd för att ha varit den första programledaren för The Tonight Show.

## Filmografi i urval
- 1951–1967 – What's My Line? (TV-serie)
- 1954–1957 – The Tonight Show (TV-serie)
- 1956 – Filmen om Benny Goodman
- 1956–1971 – The Steve Allen Show (TV-serie)
- 1956–1975 – The Bob Hope Show (TV-serie)
- 1958 – This Is Your Life (TV-serie) (hedersgäst)
- 1962 – Something's Got to Give
- 1964–1973 – I've Got a Secret (TV-serie)
- 1964–1987 – The Tonight Show Starring Johnny Carson (TV-serie)
- 1965 – The Dean Martin Show (TV-serie)
- 1965–1976 – The Merv Griffin Show (TV-serie)
- 1966 – Läderlappen (TV-serie)
- 1966–1967 – The Milton Berle Show (TV-serie)
- 1967 – Smart (TV-serie)
- 1967 – The Steve Allen Comedy Hour (TV-serie)
- 1967–1968 – Hollywood Squares (TV-serie)
- 1970 – Love, American Style (TV-serie)
- 1972 – Rowan & Martin's Laugh-In (TV-serie)
- 1976 – The Dean Martin Celebrity Roast (TV-serie)
- 1977–1981 – Meeting of Minds (TV-serie)
- 1977–1987 – Kärlek ombord (TV-serie)
- 1983 – Fantasy Island (TV-serie)
- 1985 – Hotellet (TV-serie)
- 1987 – This Is Your Life (TV-serie) (hedersgäst)
- 1987–1988 – St. Elsewhere (TV-serie)
- 1989 – Great Balls of Fire!
- 1998 – Sabrina tonårshäxan (TV-serie)
- 1999 – Diagnos mord (TV-serie)